# Conure à front rouge
Eupsittula canicularis
Espèce
Statut de conservation UICN

 VU A2bcd+4bcd : Vulnérable
Statut CITES
La Conure à front rouge (Eupsittula canicularis, anciennement Aratinga canicularis) est une espèce d'oiseaux très proche de la Conure couronnée.

## Description
Cet oiseau mesure environ 22,5 cm de longueur. Son plumage est dans l'ensemble vert avec les rémiges primaires bleues. Les zones de peau nue autour des yeux sont jaunes. La queue est effilée. Cette espèce se différencie de la Conure couronnée par la coloration plus orangée du front, par le bleu de la tête plus étendu et par la coloration claire du bec.

## Répartition
Cet oiseau vit au Mexique et au Costa Rica.

## Habitat
Cette espèce fréquente les zones boisées claires jusqu'à 1 500 m d'altitude.

## Comportement
Cet oiseau se déplace et se nourrit en groupes importants et bruyants. Son vol est rapide.

## Alimentation
La Conure à front rouge consomme des graines, des fruits et des fleurs.

## Taxinomie
Suivant une étude phylogénique de Remsen et al. (2013), le genre Aratinga est entièrement redéfini pour être monophylétique. Le Congrès ornithologique international répercute ces changements dans sa classification de référence version 3.5 (2013) et la Conure à front rouge est ainsi déplacée vers le genre Eupsittula.

### Sous-espèces
D'après la classification de référence (version 3.5, 2013) du Congrès ornithologique international, cette espèce est constituée des sous-espèces suivantes (ordre phylogénique) :
- Eupsittula canicularis clarae  (R.T. Moore, 1937) ;
- Eupsittula canicularis eburnirostrum  (Lesson, 1842) ;
- Eupsittula canicularis canicularis  (Linnaeus, 1758).

## Source
- Mario D. & Conzo G. (2004), Le grand livre des perroquets, de Vecchi, Paris, 287 p.